# Jacqueline Canivet
Jacqueline Canivet (Haumont Norte, Paso de Calais, 1938) es una ceramista y musivaria francesa radicada en España.

## Biografía
Hija de los ceramistas franceses Pierre y Marcelle Canivet, aprendió el arte de la cerámica desde su infancia junto a su padre. En este taller conoció al escultor español José Luis Sánchez en la década de los cincuenta, con el que se trasladó a Madrid tras su matrimonio.

## Trayectoria
En 1957, Canivet expuso con Arcadio Blasco y José Luis Sánchez en las salas del Ateneo de Madrid bajo el título “Tres ceramistas”, y después, en 1958, en la Sala Negra del Museo de Arte Contemporáneo de Madrid. Estos mismos artistas, con Ignacio Gárate, Rafael Canogar y Carmen Perujo, formaron parte del grupo que compartió una mufla para cocer cerámica en la sala del Museo de América de la ciudad universitaria de Madrid, habilitada por Luis Martínez-Feduchi. De allí salieron muchas obras de ceramistas, escultores y pintores muy activos en esos años como José Capuz, Eduardo Carpa‐Sacristán, José Vento, Manuel Hernández Mompó o Antonio Saura, entre los más destacables. Canivet estuvo también muy relacionada con la generación de artistas plásticos que conformaron el grupo El Paso, de gran relevancia para la vanguardia artística de ese tiempo, como Manuel Rivera, Pablo Serrano, Antonio Rodríguez Valdivieso y Antonio Suárez. Varios de ellos consideraron al escultor Ángel Ferrant como su maestro. 

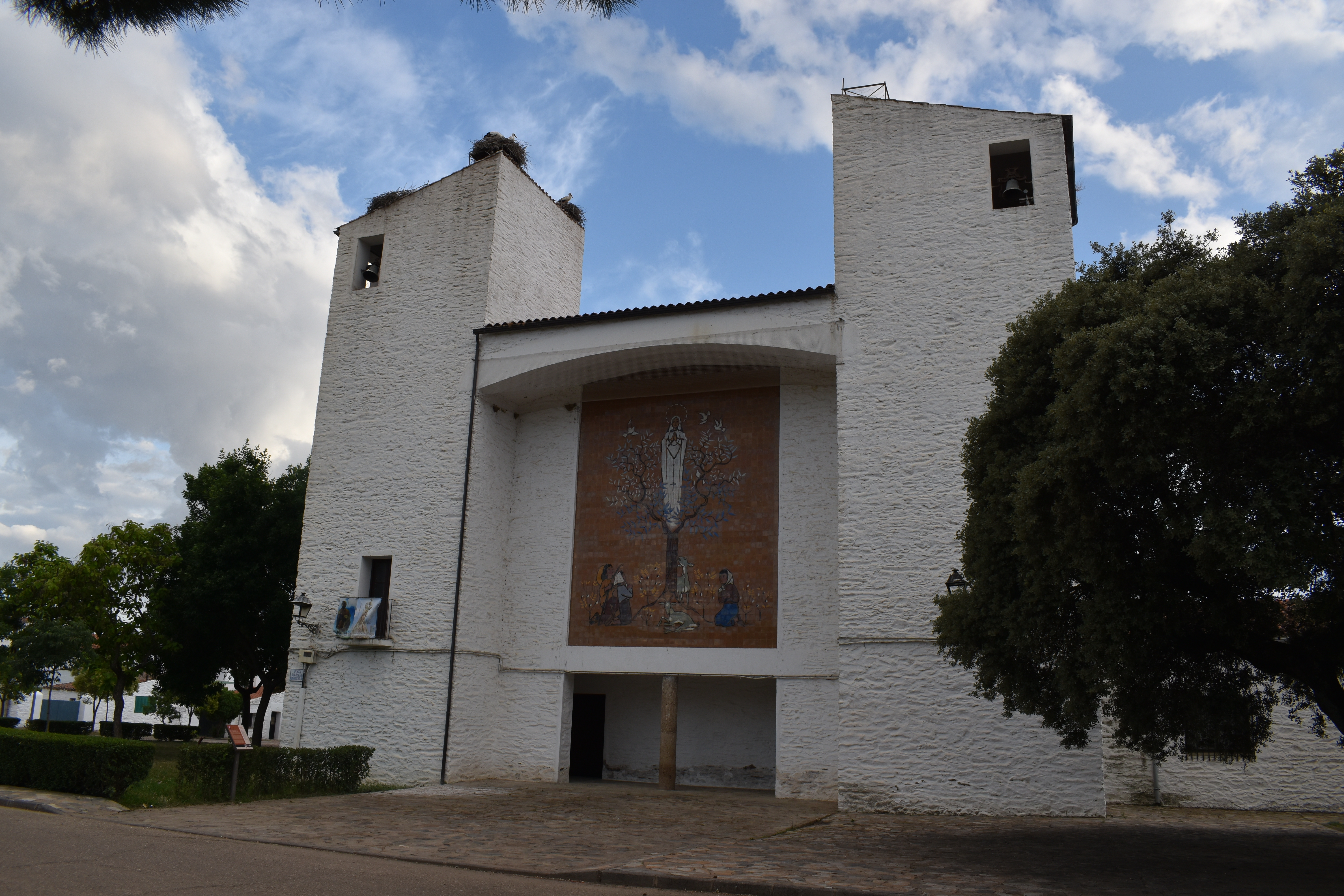
Iglesia de Vegaviana, del arquitecto José Luis Fernández del Amo

En los años 50 y 60, en los pueblos creados por el Instituto Nacional de Colonización, y a iniciativa del arquitecto José Luis Fernández del Amo, se dio oportunidad a muchos artistas, entonces muy jóvenes, que se iniciaron en la profesión a través del arte sacro para las nuevas iglesias modernas de estos pueblos. Canivet realizó trabajos artísticos, junto a Sánchez, para estas iglesias de nuevo cuño en Vegaviana (Cáceres), Cañada de Agra, y Nava de Campaña. Para esta última realizó en 1959 las puertas del sagrario, con frente musivario, en opus teselatum, con motivos de significado religioso y gran cromatismo. También intervino en los objetos religiosos con los que se dotó a las iglesias de El Realengo, Villalba de Calatrava, Santa Cruz do Incio (Lugo) y los pueblos extremeños de El Torviscal, Brovales, Gévora, Guadajira, Docenario, La Bazana, Pueblonuevo de Miramontes, Rincón del Obispo, Santa María de Lomas, Valdebótoa y Tiétar.
Canivet y Sánchez realizaron trabajos variados, ya no religiosos, junto a arquitectos como Miguel Fisac, Antonio Lamela, y Javier Carvajal. En 1960, ambos hicieron un mural cerámico en el exterior de la fachada de la residencia de Nuestra Señora de los Ángeles, (después residencia de Hermanas Hospitalarias), en la calle Pintor Ribera de Madrid, edificio del arquitecto Luis Gutiérrez Soto. Su labor frecuentemente estuvo asociada al arte aplicado a la arquitectura. En 1961, Canivet colaboró en las I Jornadas de Arte Cerámico organizadas en Madrid por la Sociedad Española de Cerámica con el tema “Coloquio sobre cerámica en arquitectura”.
El Museo Nacional Centro de Arte Reina Sofía custodia una pieza de la artista.